# Spaanse kusten

Kusten van het Iberisch schiereiland

Spanje maakt deel uit van het Iberisch Schiereiland en heeft aldus een kustlijn van 4964 km. Deze Spaanse kusten, of Costas zijn onderverdeeld in twee grote delen, onderbroken door Portugal.

## Oost- en zuidkust
Deze kust omvat het oosten tot het zuiden en grenst aan zowel de Middellandse Zee als de Atlantische Oceaan. Ze ligt tussen Frankrijk en Portugal en is enkel onderbroken door de Britse exclave Gibraltar. Van noord-oost naar zuid-west omvat ze de volgende kusten:
- Costa Brava:          van Frankrijk                              tot Blanes. Bekende plaatsen: Cadaqués, Roses, Lloret de Mar en Blanes
- Costa del Maresme:    van Malgrat de Mar                 tot Barcelona
- Costa del Garraf:     van Barcelona           tot Cubelles. Bekende plaats: Sitges
- Costa Daurada:         van Cunit             tot Castellón de la Plana. Bekende plaatsen: Salou, Cambrils
- Costa del Azahar (Valenciaans: Costa dels Tarongers):     van Castellón de la Plana tot Javea. Bekende plaatsen: Peñíscola, Valencia
- Costa Blanca:         van Javea tot Pilar de la Horadada. Bekende plaatsen: Benidorm, Torrevieja, Alicante.
- Costa Calida:         van San Pedro del Pinatar           tot Mojacar. Bekende plaats: Cartagena
- Costa de Almería:     van Mojacar tot Adra. Bekende plaatsen: Almería en Cabo de Gato
- Costa Tropical:       van Adra                                   tot Almuñécar
- Costa del Sol:        van Almuñécar tot Sotogrande. Bekende plaatsen: Málaga, Marbella, Fuengirola, Torremolinos
- Straat van Gibraltar: van Sotogrande                             tot Cádiz
- Costa de la Luz:      van Cádiz                     tot Portugal

De Costa de Almería en de Costa Tropical maakten voorheen deel uit van de Costa del Sol.

## Noordkust
Deze kust ligt aan de noordkant van Spanje tussen Frankrijk en Portugal en omvat de volgende kusten van west naar oost:
- Rías Baixas:        van Portugal                        tot Riberia
- Costa da Morte:     van Riberia        tot A Coruña
- Golf van Artabro:   van A Coruña        tot Sada
- Rías Altas:         van Sada            tot Ribadeo
- Costa Verde:        van Ribadeo                         tot Val de San Vicente
- Cornisa Cantábrica: van Val de San Vicente              tot Muskiz
- Costa Vasca:        van Muskiz (kaap Punta Covarón) tot Frankrijk

Met de Costa Verde wordt de gehele noordkust aangeduid.